# Mazda Taiki
Der Mazda Taiki ist ein Konzeptfahrzeug von Mazda und das vierte Exemplar der Nagare-Design-Serie. Mazda sagt, der Taiki „zeigt eine mögliche Richtung der künftigen Mazda-Sportwagen, die helfen soll, eine erstrebenswerte Gesellschaft zu formen“.

## Antrieb
Der Taiki hat einen vorne eingebauten Motor, der die Hinterräder antreibt. Es ist ein RENESIS-2-Scheiben-Wankelmotor 16X der nächsten Generation in Verbindung mit einem 7-stufigen Doppelkupplungsgetriebe. Der 16X-Motor soll den derzeit im RX-8 verbauten 13B-Motor ersetzen.

## Außenausstattung
Das Außendesign wurde von fließenden Kleidern inspiriert. Der Taiki hat Scherentüren und den sehr eindrucksvollen cW-Wert 0,25. Sogar die Räder und Reifen wurden mit der Aerodynamik im Hinterkopf konstruiert.

## Innenausstattung
Die Innenfarben sind durch Yin und Yang inspiriert. Die Fahrerseite ist schwarz und die Beifahrerseite weiß.